# Rose Kennedy
Rose Elizabeth Kennedy z domu Fitzgerald (ur. 22 lipca 1890 w Bostonie, zm. 22 stycznia 1995 w Hyannis Port) – amerykańska działaczka polityczna, nestorka rodziny Kennedy.

## Życiorys
Była najstarszym dzieckiem Mary Hannon i Johna Francisa Fitzgeralda. Chodziła do prywatnej żeńskiej szkoły w Massachusetts. W nastoletnim wieku zaczęła brać udział w życiu politycznym. W dniu 7 października 1914 poślubiła Josepha Patricka Kennedy’ego Sr., z którym miała dziewięcioro dzieci:
- Joseph P. Kennedy Jr. (1915–1944)
- John F. Kennedy (1917–1963)
- Rosemary Kennedy (1918–2005)
- Kathleen Kennedy Cavendish (1920–1948)
- Eunice Kennedy Shriver (1921–2009)
- Patricia Kennedy (1924–2006)
- Robert Kennedy (1925–1968)
- Jean Kennedy Smith (1928–2020)
- Ted Kennedy (1932–2009)

Działała politycznie. Aktywnie brała udział w kampanii prezydenckiej syna Johna w 1960 roku.
Biegle znała kilka języków. Ważnym elementem jej życia była wiara katolicka. W 1984 przeszła udar. Zmarła 22 stycznia 1995 w wieku 104 lat na zapalenie płuc.